# Cardiac
Pour le groupe de heavy metal suisse, voir CardiaC.
Cardiac est un super-vilain créé appartenant à l'univers de Marvel Comics. Il est apparu pour la première fois en 1991 dans Amazing Spider-Man vol.1 no 344, créé par David Michelinie et Erik Larsen.
Opposé à Spider-Man, il est toutefois plus proche de l'anti-héros que du réel super-criminel.

## Origine
Le docteur Elias Wirtham a été poussé par la mort de son frère, très malade, à travailler sur les processus de maintien vital. Il chercha à se venger de la compagnie d'assurance qui aurait pu le sauver. Son cœur a été remplacé par un réacteur de particules bêta. Cette transformation est d'origine inconnue.
Cardiac est un vigilante. Son but est de détruire tout ce qui pourrait causer du tort aux jeunes innocents, comme les laboratoires de drogue. Il a attaqué les installations de Justin Hammer protégées par Le Rhino et Boomerang. Il rencontra Spider-Man, mais sa façon de rendre justice n'aida pas à le Tisseur à l'aider pleinement.
Il chercha à se venger d'un réalisateur qu'il pensait être responsable du massacre d'une famille par le fils du couple. Cardiac rencontra Styx et Stone, puis Spider-Man.
Il coopéra finalement avec le super-héros, puis disparut avant que le Tisseur ne puisse l'appréhender.

## Pouvoirs
- Le cœur est un réacteur de particules béta.
- Ce cœur artificiel fournit à Cardiac une énergie qu'il utilise pour alimenter ses muscles. Il est plus fort, plus rapide et plus agile qu'un simple être humain. Si ce cœur venait à s'arrêter, Cardiac serait très vulnérable. Le cœur de Cardiac doit être rechargé régulièrement.
- Une couche de vibranium a été insérée sous son épiderme. Elle permet à l'énergie de circuler dans son corps et le protège des coups. En alimentant cette peau interne, cette dernière permet de renforcer les muscles, donnant alors à Cardiac une force surhumaine. Il peut alors soulever près de 15 tonnes.
- À cause de cette protection cachée, Cardiac pèse 150 kg.
- Cardiac est équipé d'un bâton extensible, capable d'émettre des rafales électriques, générées par son cœur. Il s'en sert aussi au combat. Le bâton peut aussi se déployer en aile volante (hawk-glider), lui permettant de se déplacer en l'air.
- Wirtham est un chirurgien physicien.